# Commiphora schlechteri
Commiphora schlechteri är en tvåhjärtbladig växtart som beskrevs av Adolf Engler. Commiphora schlechteri ingår i släktet Commiphora och familjen Burseraceae. Inga underarter finns listade i Catalogue of Life.